# Aeropedelloides
Aeropedelloides is een geslacht van rechtvleugeligen uit de familie veldsprinkhanen (Acrididae). De wetenschappelijke naam van dit geslacht is voor het eerst geldig gepubliceerd in 1981 door Liu.

## Soorten
Het geslacht Aeropedelloides omvat de volgende soorten:
- Aeropedelloides altissimus Liu, 1981
- Aeropedelloides changtunensis Yin, 1984
- Aeropedelloides nigrocaudus Liu, 1981
- Aeropedelloides zadoensis Yin, 1984